# Stefan Banach
Stefan Banach (30. března 1892 Krakov – 31. srpna 1945 Lvov) byl polský matematik, jeden z hlavních představitelů Lvovské školy matematiky v předválečném Polsku. Byl zakladatel moderní funkcionální analýzy.

## Život
Jeho otec byl polský daňový úředník Stefan Greczek. Matka zmizela, na jeho rodném listě má jméno Katarzyna Banach. Ze začátku žil u své babičky, později ho vychovávala Franciszka Płowa v Krakově.
Banach navštěvoval v Krakově základní školu a dokončil ji v roce 1902. Začal studovat 4. gymnázium Henryka Sienkiewicze v Krakově. Náhodou do stejné třídy jako Banach chodil i Witold Wilkosz, který se sám stal profesorem matematiky. Ze začátku měl Banach výborné výsledky, ty se ale postupně zhoršovaly, když se blížila závěrečná zkouška, kterou absolvoval v roce 1910.
Po dokončení gymnázia chtěli Banach i Wilkosz studovat matematiku, ale měli pocit, že v ní už nemůže být objeveno nic nového. Banach tak začal studovat techniku a Wilkosz orientální jazyky.
Banachův otec svého syna nikdy mnoho nepodporoval, a proto se o sebe během studia na vysoké škole musel Banach postarat sám. Odjel do Lvova, kde se přihlásil na Strojírenskou fakultu Lvovské technické univerzity. Vydělával si doučováním.
Během první světové války nebyl přijat do armády kvůli špatnému zraku a pracoval na stavbách cest, ale také trávil čas v Krakově, kde učil na místních školách. Navštěvoval matematické přednášky na Jagellonské univerzitě v Krakově.
Zlomem v Banachově životě bylo setkání s Hugem Steinhausem v roce 1916. S ním vydal svůj první článek, který vyšel v roce 1918. Po tomto prvním společném výsledku začal Banach velkou rychlostí publikovat důležité matematické články. Díky Steinhausovi také potkal svou budoucí ženu, kterou byla Lucja Braus. Vzali se v roce 1920.
Banach se stal roku 1920 asistentem Lomnického na Lvovské technické univerzitě. Přednášel matematiku a podal disertační práci pro svůj doktorát. Musela mu však být udělena výjimka, neboť neměl žádnou univerzitní matematickou kvalifikaci. Vydává tak práci Sur les opérations dans les ensembles abstraits et leur application aux équations intégrales (Fundamenta Mathematicae, III, 1922), která je označována za zrod funkcionální analýzy.
V roce 1922 je Banachovi udělena docentura za jeho práci v teorii míry. Od roku 1924 byl Banach profesorem a strávil akademický rok 1924 –1925 v Paříži. V roce 1929 začal vydávat společně se Steinhausem žurnál Studia Mathematica, který se měl zaměřit na funkcionální analýzu.
Další důležitá publikace začala vycházet v roce 1931 jako série Matematických monografií. První svazek Théorie des Opérations linéaires byl napsán Banachem a objevil se v roce 1932.
V roce 1939 byl Banach zvolen prezidentem Polské matematické společnosti. Na začátku druhé světové války byl Lvov okupován sovětskými vojsky, ale díky Banachovým dobrým předválečným vztahům se sovětskými matematiky mu bylo umožněno dále zastávat svoji funkci. Stal se i děkanem Přírodovědecké fakulty.
Za nacistické okupace Lvovu od června 1941 žil Banach za velmi těžkých podmínek. Byl několik týdnů vězněn. Přežil období vraždění polských akademiků, jeho vedoucí Antoni Łomnicki zemřel 3. června 1941, kdy se událo mnoho masakrů. Od konce roku 1941 se Banach živil krmením vší vlastní krví v německém institutu pro výzkum infekčních chorob.
Po dobytí Lvova Sověty obnovil své bývalé kontakty, opět se setkal se Sobolevem. Byl už ale vážně nemocný. Zemřel 31. srpna 1945 ve Lvově na rakovinu plic.

## Dílo
Banach položil základ moderní funkcionální analýzy a udělal mnoho v teorii topologických prostorů. Přispěl také do teorie míry, integrace, teorie množin.
V disertační práci z roku 1920 definoval prostor, který dnes nazýváme Banachův. Toto pojmenování zavedl Fréchet. Banachovy algebry se také nazývají po něm.
Hlavním Banachovým přínosem bylo, že vyvinul systematickou teorii funkcionální analýzy, v které byly předtím jen samostatné výsledky, zobecnil Volterrovy, Fredholmovy a Hilbertovy výsledky v teorii integrálních rovnic.
Dokázal mnoho základních výsledků o normovaných lineárních prostorech. Jsou po něm pojmenovány mnohé věty: Hahnova–Banachova věta o rozšíření spojitých lineárních funkcionálů, Banachova–Steinhausova věta o omezených množinách spojitých lineárních zobrazení, Banachova–Alaogluova věta, Banachova věta o pevném bodě či Banachovo–Tarského paradoxní rozdělení koule.